# Torba (worek)
Torba – pojemnik, zazwyczaj używany do przechowywania lub przenoszenia czegoś. Torbę wytwarza się ze skóry, z papieru, tkaniny, tworzywa sztucznego. Torba może mieć jeden, dwa uchwyty lub nie mieć żadnego. Torba może być zamykana zamkiem błyskawicznym. W przypadku bagażu bywa zamykana na klucz.

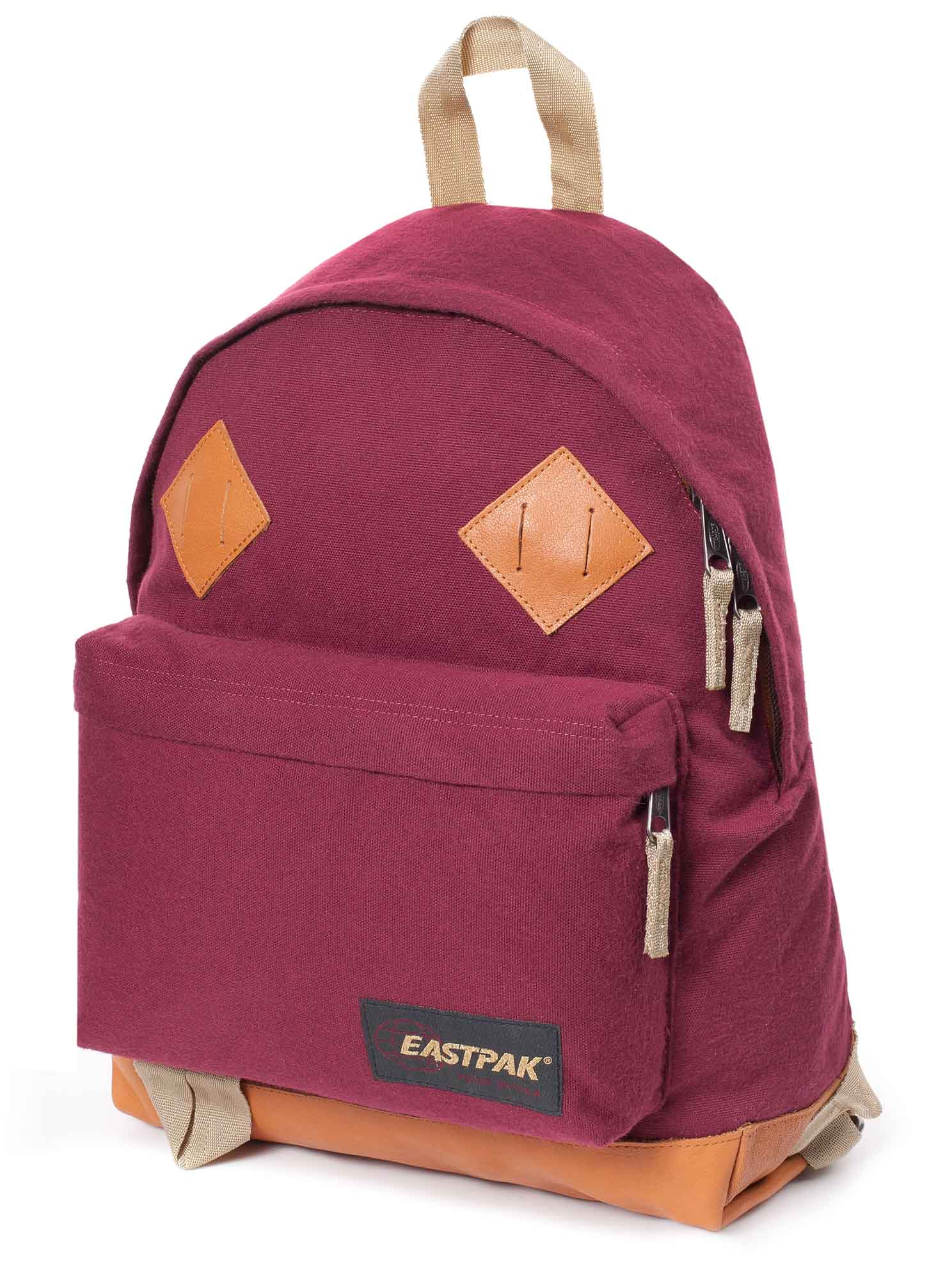
Plecak
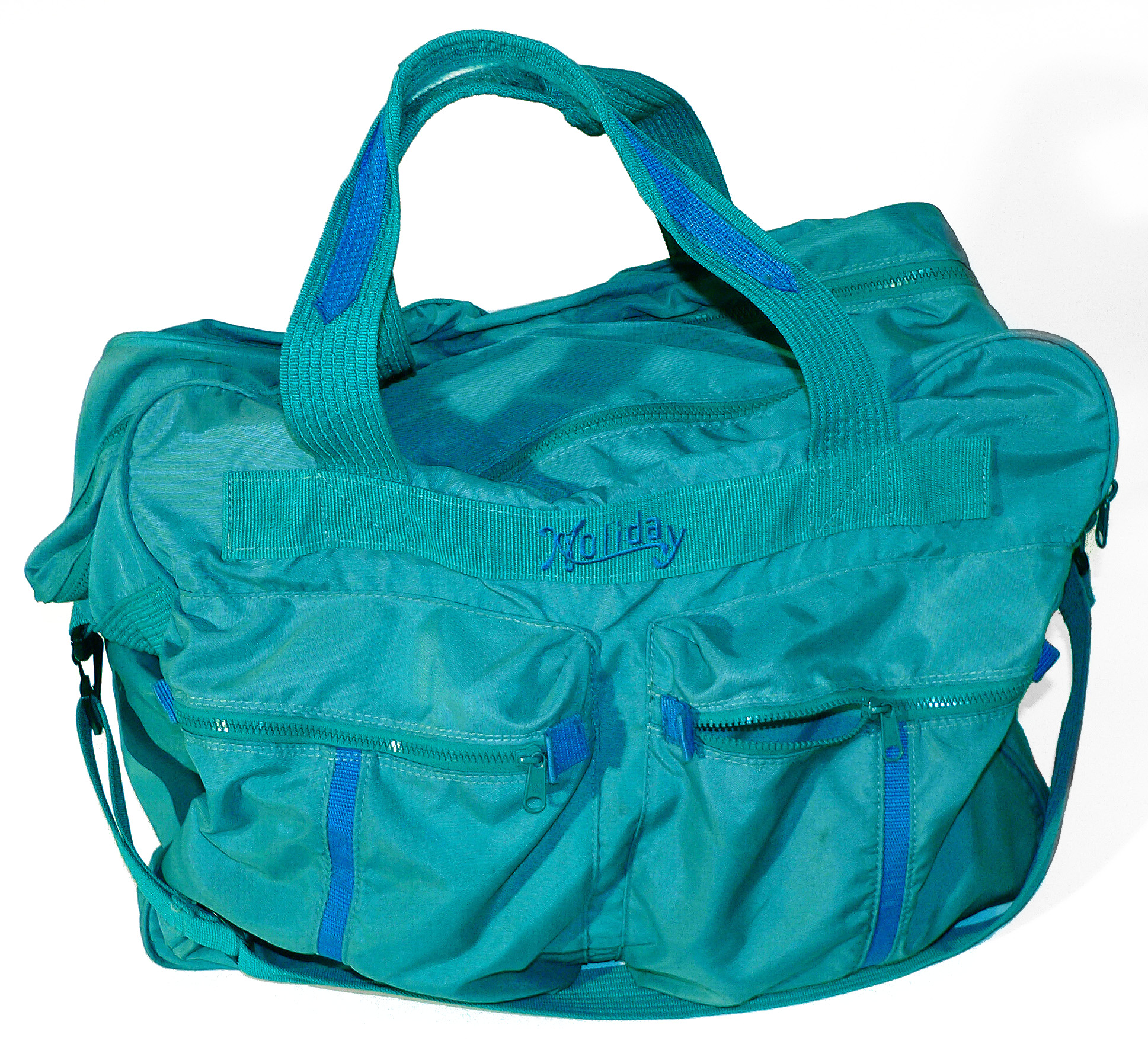
Torba podróżna
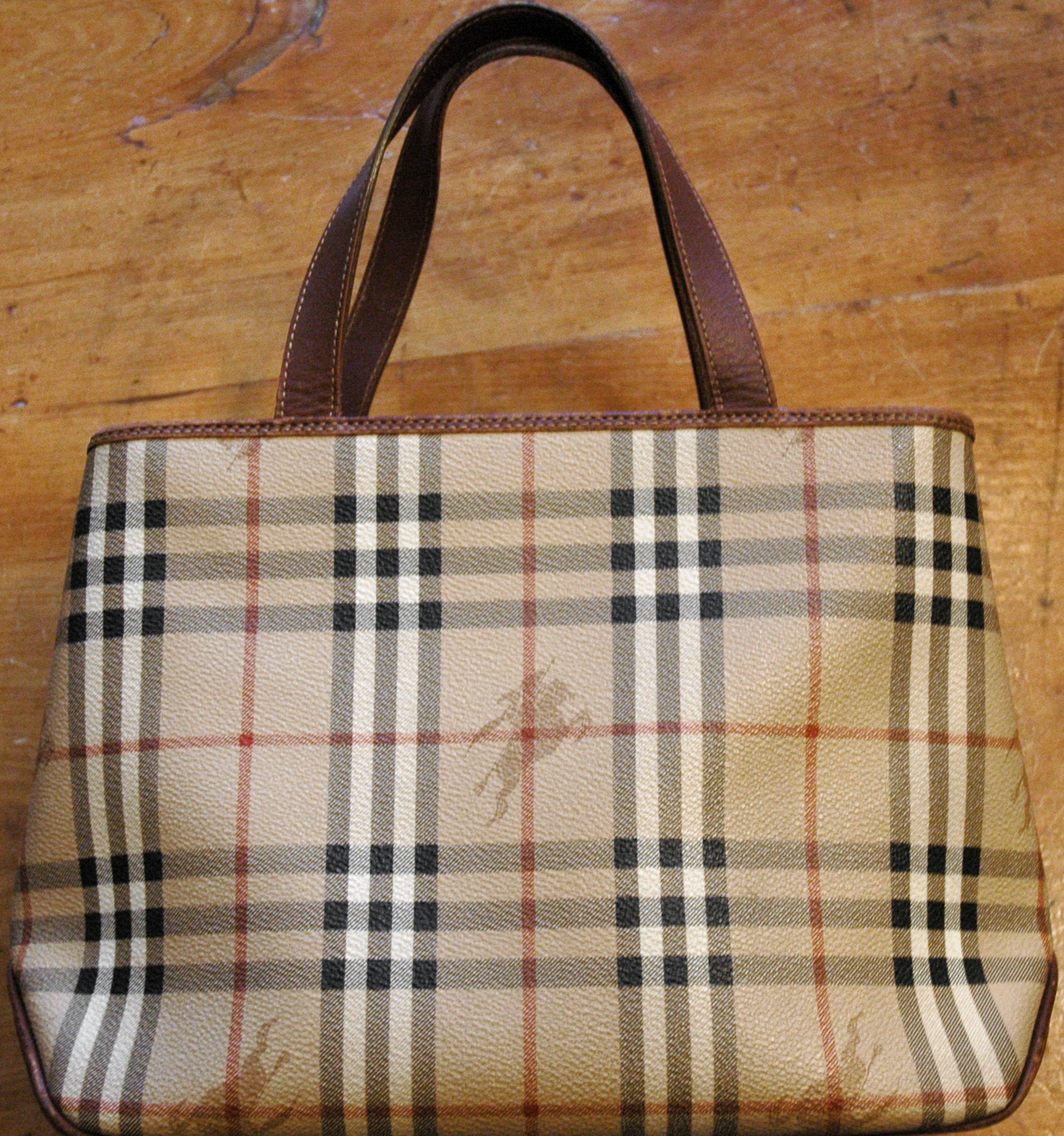
Torba na zakupy